# Doom Crew Inc.
Doom Crew Inc. è l'undicesimo album in studio del gruppo musicale statunitense Black Label Society, pubblicato nel 2021.

## Tracce
1. Set You Free – 3:58
2. Destroy & Conquer – 4:41
3. You Made Me Want to Live – 4:31
4. Forever and a Day – 4:09
5. End of Days – 5:22
6. Ruins – 5:47
7. Forsaken – 5:54
8. Love Reign Down – 5:48
9. Gospel of Lies – 6:32
10. Shelter Me – 5:28
11. Gather All My Sins – 4:18
12. Farewell Ballad – 6:39

## Formazione
- Zakk Wylde – voce, chitarra, piano, organo, chitarra acustica
- John DeServio – basso, cori
- Jeff Fabb – batteria
- Dario Lorina – chitarra, cori